# The New England Primer

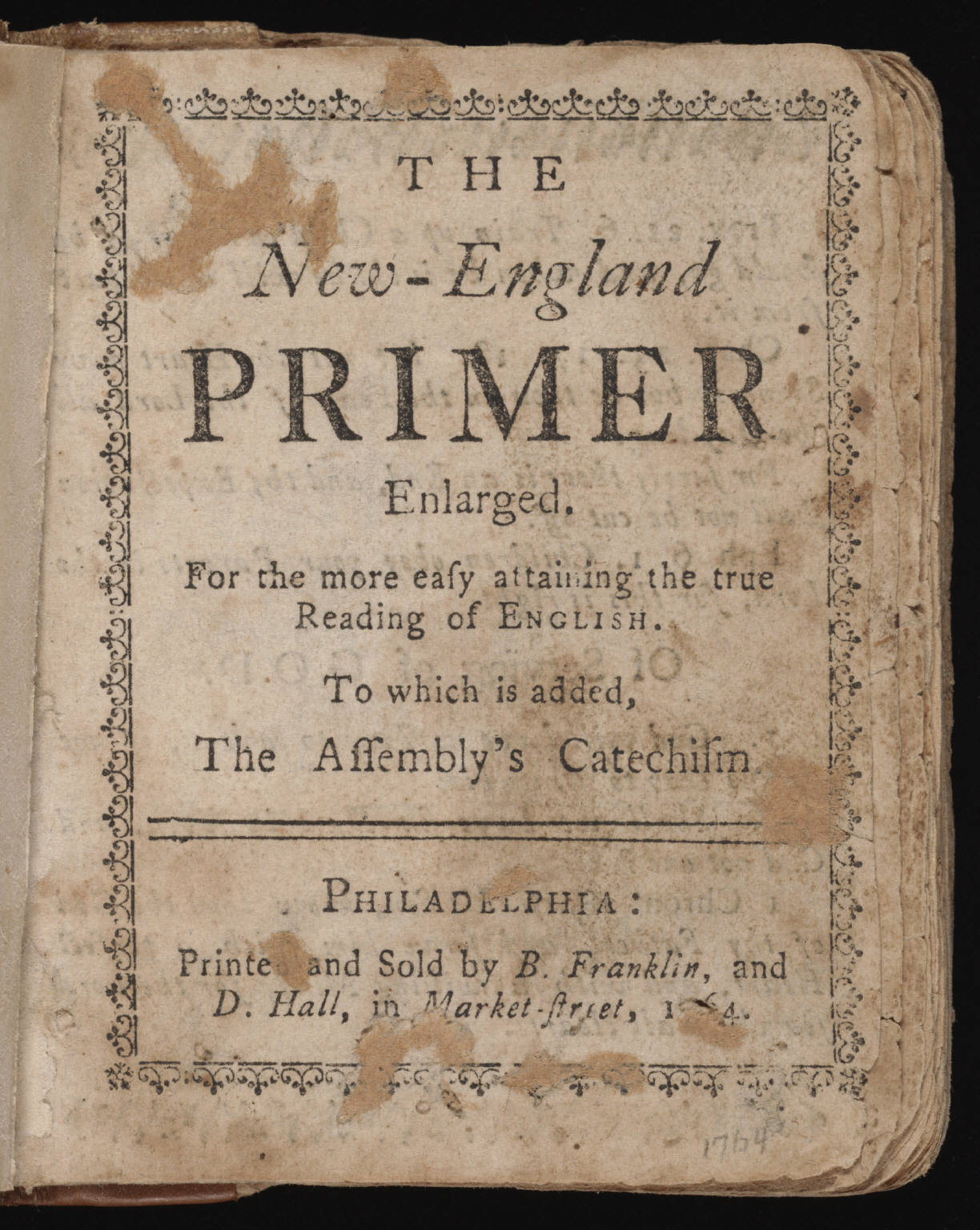
The New England Primer, in 1764 in Philadelphia gedrukt en verkocht door Benjamin Franklin

The New England Primer (ca. 1683) was het eerste educatieve leesboek met het alfabet, rijmpjes en de catechismus, speciaal voor de Amerikaanse koloniën. Tot de jaren 1790 werd het in de meeste scholen gebruikt.
In de 17e eeuw waren de bestaande schoolboeken meegebracht uit Engeland. Omstreeks 1690 begonnen uitgevers uit Boston The English Protestant Tutor te herdrukken onder de titel The New England Primer. Deze Primer werd heel populair in de scholen van de Noord-Amerikaanse Britse kolonies tot het na 1790 werd verdrongen door Noah Webster's Blue Back Speller.
Het was de bedoeling om ieder kind en iedere leerling de kans te geven in de catechismus te lezen, en om zo een beter mens te kunnen worden. Het maakt duidelijk dat de puriteinen groot belang hechtten aan geletterdheid, niet in het minst voor het bevorderen van het zielenheil.